# Melrose Abbey
Melrose Abbey to zachowane ruiny opactwa, położone nieopodal miejscowości Melrose w Szkocji. Opactwo zostało założone przez króla Dawida I Szkockiego w 1136 roku dla mnichów cysterskich z Yorkshire. Jest to jeden z czterech dużych klasztorów przygranicznych znajdujących się na trasie szlaku Borders Abbeys Way.
Opactwo było wielokrotnie napadane i łupione przez wojska angielskie, najdotkliwiej w 1322 i w 1385 roku. 
Klasztor należał do najważniejszych w Szkocji czego dowodem jest, złożone tu serce króla Szkocji Roberta I Bruce'a (króla pochowano w Dunfermline). Do upadku opactwa przyczyniły się działania króla Henryka VIII, który mścił się na Szkocji za odrzucenie ratyfikacji małżeństwa jego syna z Marią Stuart oraz początek reformacji powiązany z kasatą zakonów pod koniec XVI wieku. W dzisiejszych ruinach opactwa w najlepszym stanie zachowały się łuki nawy głównej, kaplice prawej nawy, transept południowy oraz prezbiterium. Do dziś zachowały się bogate zdobienia i rzeźby, wśród nich są postacie świętych, rzeźby smoków, goblinów, gargulce, czy nawet świnie grające na dudach.